# Pjotr Sjafirov

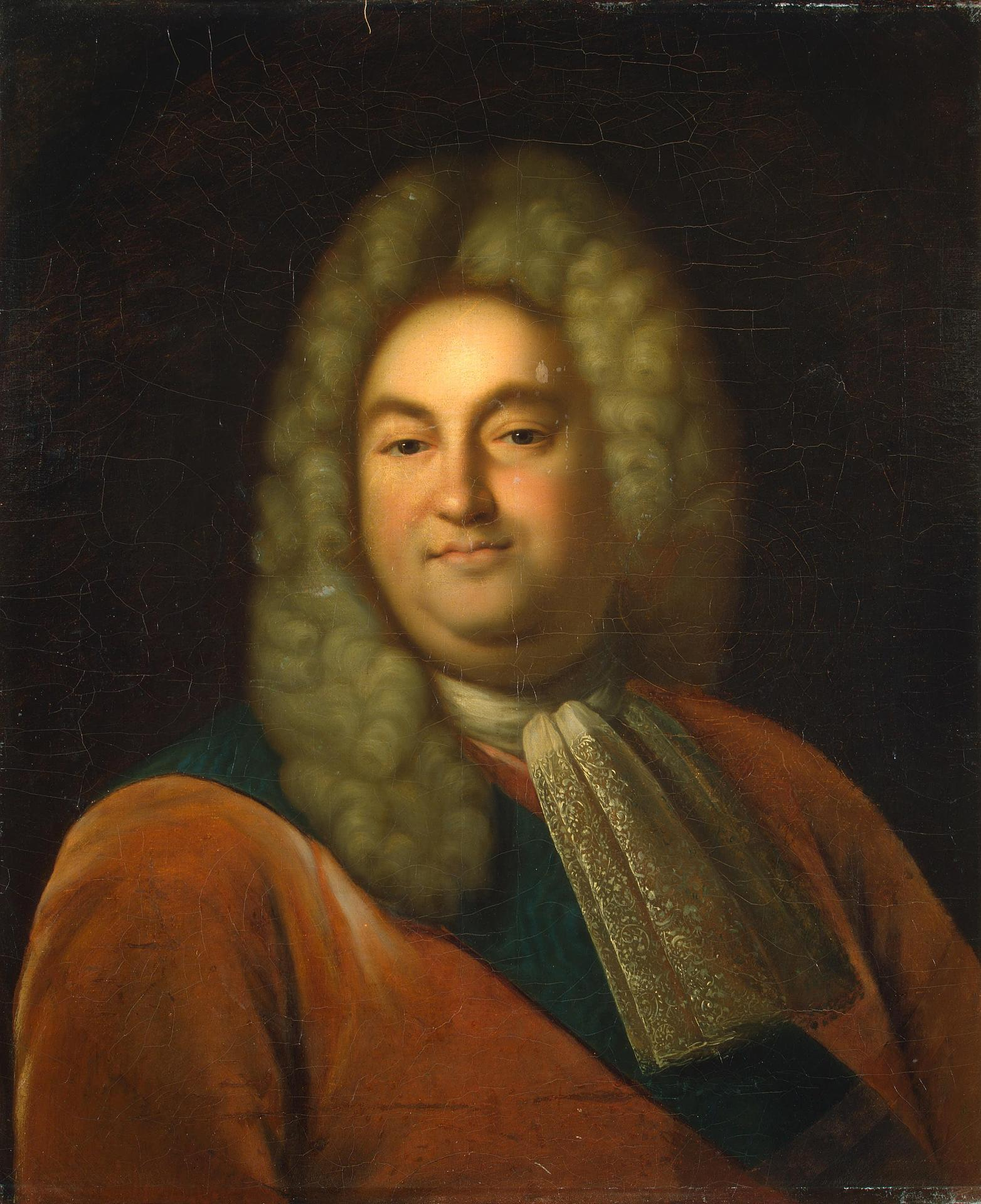
Peter P. Sjafirov

Pjotr Pavlovitsj Sjafirov (Russisch: Пётр Павлович Шафиров) (1670–1739), was een Russisch staatsman en een van de meest bekwame dienaars van Peter de Grote. Hij kende vele talen en werd daarom ook na het Verdrag van Constantinopel als ambassadeur aangesteld.
Na de Proetcampagne slaagde hij erin de Vrede van Proet te laten ondertekenen door de Turkse grootvizier. Na de vrede van de Proet zou hij nog enige tijd gijzelaar blijven van de Turken totdat de Russen Azov, Taganrog en andere steden aan de Zwarte Zee ontmanteld en verlaten hadden. Gedurende die tijd zou hij in de Gouden Poort opgesloten worden.
Uiteindelijk zou hij in juni 1713 met de hulp van ambassadeurs uit Groot-Brittannië en de Republiek weer goede relaties onderhouden met het Ottomaanse Rijk.